# Michail Kusmitsch Ryklin
Michail Kusmitsch Ryklin (russisch Михаил Кузьмич Рыклин; * 6. Januar 1948 in Leningrad) ist ein russischer Philosoph und Autor.

## Leben
Michail Ryklin wurde als Sohn des Militärarztes Kusma Ryklin und dessen Frau Stalina, Tochter des Geheimdienstoffiziers Sergej Pawlowitsch Tschaplin und der Lehrerin für russische Literatur Wera Michajlowna Lewintowa, geboren. 1965 zog die Familie nach Moskau. Ryklin studierte Philosophie und Ästhetik an der Staatlichen Universität Moskau u. a. bei Merab Mamardaschwili und promovierte 1978 in Philosophiegeschichte mit einer Arbeit über Claude Lévi-Strauss und Jean-Jacques Rousseau. 1995 wurde Ryklin Korrespondent der deutschen Ausgabe der europäischen Kulturzeitschrift Lettre International. Seit 1997 leitet er den Fachbereich Philosophische Anthropologie an der Akademie der Wissenschaften in Moskau.
Sein 2006 in Deutschland erschienenes Buch Mit dem Recht des Stärkeren. Russische Kultur in Zeiten der „gelenkten Demokratie“ wurde 2007 mit dem Leipziger Buchpreis zur Europäischen Verständigung ausgezeichnet.
Ryklin war seit 1975 mit der Künstlerin Anna Altschuk (Anna Michaltschuk) verheiratet. Seit November 2007 lebte das Paar in Berlin-Witzleben, während Ryklin eine Gastprofessur an der Berliner Humboldt-Universität wahrnahm. Am 10. April 2008 wurde seine Frau an der Mühlendamm-Schleuse der Spree tot aufgefunden. Ryklin geht von einem Suizid aus. In seinem sehr persönlich gehaltenen Buch über Anna, erschienen 2014 (im russischen Original 2013), widmet sich Ryklin den Tagebüchern Altschuks, auf deren Basis er erneut – in Abgrenzung zu zahlreichen Presse-Spekulationen, die von Mord ausgehen – einen Suizid für am wahrscheinlichsten erachtet. 
Vom 1. bis 3. März 2013 wirkte er im Moskauer Sacharow-Zentrum als Darsteller in Milo Raus Die Moskauer Prozesse mit. Im Wintersemester 2014/2015 war Ryklin Fellow am Internationalen Kolleg Morphomata der Universität Köln.

## Bücher
- Leben, ins Feuer geworfen – Die Generation des Großen Oktobers. Eine Recherche. Aus dem Russischen von Sabine Grebing und Volker Weichsel, Suhrkamp Verlag, Berlin 2019, ISBN 978-3-518-42773-6 (Leseprobe)
- Buch über Anna. Übs. v. Gabriele Leupold, Suhrkamp Verlag, Berlin 2014, ISBN 978-3-518-42434-6 (russisch: Pristan' dionisa, 2013)
- Kommunismus als Religion. Die Intellektuellen und die Oktoberrevolution. Suhrkamp Verlag, Frankfurt am Main 2008, ISBN 9783458710103 (Leseprobe) (russisch 2009)
- Dekonstruktion und Destruktion. Gespräche. Diaphanes Verlag, Zürich/Berlin 2006, ISBN 3935300522
- Mit dem Recht des Stärkeren. Russische Kultur in Zeiten der „gelenkten Demokratie“. Essay. Suhrkamp Verlag, Frankfurt am Main 2006, ISBN 3518124722
- Räume des Jubels – Totalitarismus und Differenz. Essays. Suhrkamp Verlag, Frankfurt am Main 2003, ISBN 3518123165
- Verschwiegene Grenze. Briefe aus Moskau 1995-2003. Diaphanes Verlag, Zürich/Berlin 2003, ISBN 3935300301

## Schriften
- Hinter den Spiegeln: Zur Geschichte der Grenze zwischen Rußland und Europa. In: Transit (Europäische Revue) Transit 16, 1998–99, S. 158–166.
- Russische Exzesse. In: Lettre International. LI 100, Frühjahr 2013, S. 73–76.
- Auf den Flügeln der befreiten kollektiven Rede. Aus dem Russischen von Gabriele Leupold. In: Utopie und Gewalt. Andrej Platonov. Die Moderne schreiben (= Osteuropa, Heft 8–10/2016). Berliner Wissenschafts-Verlag, Berlin 2016, ISBN 978-3-8305-3658-1 (online)